# Rockstar Advanced Game Engine
Rockstar Advanced Game Engine (RAGE) je proprietární herní engine společnosti Rockstar Games, vyvinutý divizí RAGE Technology Group studia Rockstar San Diego (dříve Angel Studios), založený na enginu Angel Game Engine. Od své první hry Rockstar Games Presents Table Tennis, která byla v roce 2006 vydána pro Xbox 360 a Wii, tento engine používají interní studia Rockstar Games k vývoji pokročilých her s otevřeným světem pro počítače a konzole.

## Historie
Studio Angel Studios dříve používalo herní engine Angel Real Time Simulation (ARTS) pro hry Major League Baseball Featuring Ken Griffey Jr. (1998) a Midtown Madness (1999). V následujícím roce vyvinula společnost Angel Studios hru Midtown Madness 2 (2000), první titul využívající nový herní engine Angel Game Engine (AGE). V roce 2002 bylo Angel Studios prodáno společnosti Take-Two Interactive, přesunuto pod Rockstar Games a přejmenováno na Rockstar San Diego. Tento prodej zahrnoval i AGE, později přejmenovaný na Rockstar Advanced Game Engine (RAGE).

### Vývoj
Před vývojem RAGE používala společnost Rockstar Games převážně engine RenderWare od Criterion Games k vývoji her pro PlayStation 2, Windows a Xbox, jako například rané 3D díly série Grand Theft Auto. V roce 2004 byla společnost Criterion Games koupena společností Electronic Arts, což vedlo Rockstar Games k přechodu od RenderWare k novému enginu, který by vyvinul nově otevřený vývojářský tým RAGE Technology Group, divize Rockstar San Diego. Tým RAGE Technology Group začal vyvíjet engine, ze kterého by se později stal RAGE, založený na enginu AGE studia Rockstar San Diego. První hrou, která tento engine používala, byla hra Rockstar Games Presents Table Tennis od Rockstar San Diego, vydaná pro Xbox 360 23. května 2006 a portovaná na Wii o více než rok později. Od té doby RAGE integruje middlewarové komponenty třetích stran Euphoria pro animaci postav a Bullet jako fyzikální engine.
Na PlayStationu 3 a Xboxu 360 často s RAGE docházelo k rozdílům v optimalizaci hardwaru: hlavní tituly na PlayStationu 3 měly obvykle nižší rozlišení a menší grafické efekty, jako například Grand Theft Auto IV (720p vs. 640p), v Midnight Club: Los Angeles (1280×720p vs. 960×720p) a v Red Dead Redemption (720p vs. 640p). Navzdory optimalizačním problémům zvolil Chris Stead z IGN v červenci 2009 RAGE jedním z „10 nejlepších herních enginů [7.] generace“ a uvedl: „RAGE má mnoho silných stránek. Jeho schopnost zvládat rozsáhlé streamované světy, komplexní uspořádání umělé inteligence, efekty počasí, rychlý síťový kód a množství herních stylů bude zřejmá každému, kdo hrál GTA IV.“
Od vydání Max Payne 3 engine podporuje DirectX 11 a stereoskopické 3D vykreslování pro osobní počítače. Hra Max Payne 3 byla také prvním případem, kdy RAGE dokázal vykreslit hru ve stejném rozlišení 720p, a to jak na PlayStation 3, tak na Xbox 360. Této výhody bylo dosaženo i v Grand Theft Auto V, která se na obou konzolích vykresluje v rozlišení 720p.
Pro remasterované verze Grand Theft Auto V byl RAGE přepracován pro osmou generaci herních konzolí s podporou rozlišení 1080p pro PlayStation 4 i Xbox One. PC verze hry, vydaná v roce 2015, ukázala, že RAGE podporuje rozlišení 4K a snímkovou frekvenci 60 snímků za sekundu, stejně jako výkonnější vzdálenosti vykreslování, filtrování textur a vylepšenou kvalitu mapování stínů a teselace.
RAGE byl později dále vylepšen s vydáním Red Dead Redemption 2 v roce 2018, kdy kromě DirectX 12 podporoval fyzikální vykreslování, volumetrické hodnoty mraků a mlhy, globální osvětlení v reálném čase a ve verzi pro Windows vykreslovací API Vulkan. Engine Euphoria byl přepracován tak, aby pro hru vytvořil pokročilou umělou inteligenci a také vylepšenou fyziku a animace. Podpora HDR byla přidána v květnu 2019. Podpora pro Deep Learning Super Sampling (DLSS) od Nvidie a FidelityFX Super Resolution (FSR) od AMD byla přidána v červenci 2021, respektive v září 2022.
V roce 2022 vyšlo Grand Theft Auto V pro devátou generaci herních konzolí s několika vylepšeními, která zahrnovala prvky z pozdějších titulů RAGE. Byly přidány raytracingové odrazy, nativní rozlišení 4K na PlayStation 5 a Xbox Series X, upscalované 4K na Xbox Series S a také podpora HDR.

## Hry používající RAGE
| Rok  | Titul                                    | Platforma(y)                                                                              | Vývojář(i)         |
| ---- | ---------------------------------------- | ----------------------------------------------------------------------------------------- | ------------------ |
| 2006 | Rockstar Games Presents Table Tennis     | Wii, Xbox 360                                                                             | Rockstar San Diego |
| 2008 | Grand Theft Auto IV                      | PlayStation 3, Windows, Xbox 360                                                          | Rockstar North     |
| 2008 | Midnight Club: Los Angeles               | PlayStation 3, Xbox 360                                                                   | Rockstar San Diego |
| 2009 | Grand Theft Auto IV: The Lost and Damned | PlayStation 3, Windows, Xbox 360                                                          | Rockstar North     |
| 2009 | Grand Theft Auto: The Ballad of Gay Tony | PlayStation 3, Windows, Xbox 360                                                          | Rockstar North     |
| 2010 | Red Dead Redemption                      | Nintendo Switch, PlayStation 3, PlayStation 4, Windows, Xbox 360                          | Rockstar San Diego |
| 2010 | Red Dead Redemption: Undead Nightmare    | Nintendo Switch, PlayStation 3, PlayStation 4, Windows, Xbox 360                          | Rockstar San Diego |
| 2012 | Max Payne 3                              | macOS, PlayStation 3, Windows, Xbox 360                                                   | Rockstar Studios   |
| 2013 | Grand Theft Auto V                       | PlayStation 3, PlayStation 4, PlayStation 5, Windows, Xbox 360, Xbox One, Xbox Series X/S | Rockstar North     |
| 2018 | Red Dead Redemption 2                    | PlayStation 4, Stadia, Windows, Xbox One                                                  | Rockstar Games     |
| 2026 | Grand Theft Auto VI                      | PlayStation 5, Xbox Series X/S                                                            | Rockstar Games     |